# Роберто ди Матео
Роберто Ди Матео (на италиански: Roberto Di Matteo) е бивш италиански футболист, а понастоящем футболен треньор. Европейски клубен шампион с отбора на Челси.

## Кариера
Роберто започва кариерата си в Швейцария – играе за Шафхаузен, Цюрих и Аарау. По-късно преминава в Лацио и накрая в Челси. Има 34 мача и 2 гола за националния отбор на Италия, участва в Евро 1996 и Световното първенство по футбол 1998. Прекратява кариерата си като футболист, поради чести контузии през 2002 г. Бил е треньор на Милтън Кийнс Донс и Уест Бромич Албиън. Мениджър на Челси, като в първата си година начело на отбора успява да спечели Дубъл - ФА Къп и Шампионска лига. На 21 ноември 2012, след загуба от Ювентус, ди Матео е уволнен.